# Konstantínos Papakonstantínou
Konstantínos Papakonstantínou (en grec moderne : Κωνσταντίνος Παπακωνσταντίνου) est né en avril 1907 dans la préfecture de Corinthe et mort le 12 juillet 1989 à Athènes. C'est un juriste et un homme politique grec, qui a été plusieurs fois député et ministre.
Fils du député Efstáthios Papakonstantínou, Konstantínos Papakonstantínou effectue des études de droit avant de se lancer dans la politique. Élu député en 1946, il connaît ensuite un parcours brillant. Il devient ainsi successivement vice-ministre des Communications (1954-1955), ministre de l'Agriculture (1955-1956), ministre de la Justice (1956-1958), ministre des Finances (1958-1961), ministre de la Justice (1961-1963), ministre de la Justice (1974), président du Parlement grec (1974-1977) et finalement vice-premier ministre (1977-1981).
En parallèle, il publie plusieurs ouvrages et articles juridiques, principalement sur le droit civil, le droit procédural et le droit constitutionnel.